# Szybowice
Szybowice (německy Schnellewalde) je ves v jižním Polsku, v Opolském vojvodství, v okrese Prudník, ve gmině Prudník.

## Geografie
Ves leží v Opavské pahorkatině u úpatí Zlatohorské vrchoviny.

## Název
Doslova se název překládá jako „rychlý les“ nebo „rychlý říční proud“. Vznikl počátkem 13. století, i když první zmínka pochází z roku 1305.[chybí lepší zdroj] 12. listopadu 1946 dostalo město polský název Szybowice.

## Zdravotnictví
Ve Szybowicích v se nachází klinika rodinné medicíny, která patří k lékařské klinice "Medicus" v Prudniku.